# Rudolf Schraffl
Rudolf Schraffl (Dobbiaco, 1713 – Dobbiaco, 1768) è stato un architetto austriaco, del Tirolo storico.
È considerato "il più significativo architetto pusterese del suo tempo".
Vissuto nel XVIII secolo, progettò e costruì diverse chiese, tra cui la chiesa parrocchiale Unsere liebe Frau Mariae Himmelfahrt di Sillian (rifacimento in stile barocco del 1759), quella di San Candido, e la chiesa parrocchiale di Dobbiaco, dedicata a San Giovanni Battista (la chiesa barocca più imponente della val Pusteria, 1764–1774). In questo comune gli è stata intitolata una via del centro.
Sembra certo che fosse suo figlio quel Franz Schraffl che operò anch'egli come architetto nella stessa regione, a volte con interventi sugli stessi edifici ai quali aveva lavorato il padre.